# 徐晓兰
徐晓兰（1964年2月6日—），女，汉族，陕西子长人，中华人民共和国政治人物，致公党中央第十三届、第十四届委员，第十五届中央委员会常委，第十六届中央委员会副主席；第十一、十二、十三届全国政协委员，第十四届全国政协常委。2021年7月任工信部副部长。
现任第十四届全国政协常委、经济委员会委员，致公党中央副主席，全国妇联副主席（兼）、中国经济社会理事会常务理事、中国电子学会第十一届理事会理事长。

## 生平
1982年至1986年，就读于西北电讯工程学院计算机系计算机工程专业。
2003年3月，任中国电子信息产业发展研究院副院长；
2012年4月，任中国电子学会秘书长；
2018年12月，任中国工业互联网研究院院长；
2021年7月，任工业和信息化部副部长，直到2024年4月离职。

## 社会兼职
2008年，当选第十一届全国政协委员，代表经济界，分入第三十六组，并担任教科文卫体委员会委员。2013年，当选第十二届全国政协委员。2018年1月，当选第十三届全国政协委员、教科卫体委员会委员。2023年，当选第十四届全国政协常务委员、经济委员会委员。
2023年10月，当选为全国妇联副主席。